# Emmeramskirche
Emmeramskirche oder Emmeramskapelle bezeichnet folgende das Patrozinium des heiligen Emmeram von Regensburg tragende Kapellen und Kirchen:
Deutschland
- St. Emmeram, (Grabstätte des Emmeram von Regensburg) in Regensburg, seit 1964 Basilica minor
- St. Emmeram (Alesheim)
- St. Emmeram (Trommetsheim), Alesheim-Trommetsheim
- St. Emmeram in Aying, Gemeindeteil Kleinhelfendorf
- St. Emmeram (Taiting) in Dasing, Ortsteil Taiting
- St. Emmeram (Sammenheim) in Dittenheim, Bayern
- St. Emmeram (Englschalking)
- St. Emmeram (Feldkirchen)
- St. Emmeram (Geisenfeld)
- St. Emmeram (Geisenhausen)
- St. Emmeram (Gersthofen)
- St. Emmeram (Harpolden)
- St. Emmeran (Mainz)
- St. Emmeram (Moosinning)
- München:
  - Pfarrkirche St. Emmeram (Englschalking)
  - Kapelle St. Emmeram (Oberföhring) (abgerissen 1820)
  - Gedächtniskapelle St. Emmeram, Oberföhring (errichtet 1864)
- St. Emmeram (Münchenreuth)
- St. Emmeram (Rohr (Mittelfranken))
- Pfarrkirche St. Emmeram (Spalt)
- St. Emmeram (Taiting)
- St. Emmeram (Unterschneitbach)
- St. Emmeram (Vogtareuth)
- St. Emmeram (Waidhaus)
- St. Emmeram (Wemding)
- St. Emmeram (Wernberg-Köblitz)
- St. Emmeram (Windischeschenbach)
- St. Emmeram (Wittesheim), Monheim (Schwaben)

Österreich
- Filialkirche Untereching

Slowakei
- Kathedrale des heiligen Emmeram, Nitra